# Sítio arqueológico de Bernardo
O Sítio arqueológico de Bernardo corresponde a uma possível povoação da Idade do Ferro, situada no Município de Castro Verde, na região do Baixo Alentejo, em Portugal. Na zona em redor foram descobertos vestígios que apontam para outras épocas, incluindo o domínio romano e a Idade Média.

## Descrição e história
De acordo com o Plano Director Municipal de 1992 de Castro Verde, neste local, conhecido como Bernardo 1, foram descobertos vários fragmentos de peças de cerâmica e estruturas, que poderiam pertencer a uma povoação da Idade do Ferro. Porém, pesquisas arqueológicas feitas em 2016 não encontraram quaisquer vestígios antigos, tendo sido apontada a presença de um morouço de planta circular, com cerca de 2.5 m de diâmetro, e de uma cerca de pedra que rodeava uma pequena área hortícula.
Na zona entre o Monte do Bernardo e a Cerca da Bicha foi encontrado um grande número de vestígios antigos, incluindo fragmentos de peças em cerâmica comum, como talha, asas, e fundos e de cerâmica de construção, nomeadamente uma telha decorada e um ladrilho de pavimento. Alguns dos elementos foram fabricados numa pasta em tons muito alaranjados, pelo que poderão ser da época romana, enquanto que outros são provavelmente da Idade Média, principalmente uma telha, devido à sua decoração, de forma dedilhada e incisa. Este local, designado como Bernardo 2, situa-se no cimo de uma colina destacada na paisagem, com cerca de 175 m de altura, e que é ladeado pela Ribeira de Cobres a Oeste e por um cabeço mais elevado, a Este. Os materiais estão dispersos ao longo das vertentes oriental, onde também existem algumas oliveiras centenárias, e ocidental. A cerca de 630 m deste local, no sentido Sudoeste, foram encontrados vestígios de uma outra possível povoação da Idade Média, sendo este sítio arqueológico conhecido como Cerro dos Zambujeiros ou Cerca da Bicha.
A cerca de 200 m de distância do primeiro sítio arqueológico, foi encontrado um outro grupo de vestígios, conhecido como Bernardo 3, em redor de um grupo de três oliveiras centenárias, e no interior de um recinto de pedra circular, situados no alto de um cabeço. O espólio deste local é composto por fragmentos de peças de cerâmica comum e de construção, incluindo uma telha com decoração dedilhada, e um ladrilho de pavimento, aponta para a existência de um habitat, que terá sido ocupado durante as épocas romana e medieval, incluindo o período muçulmano. O sítio arqueológico Bernardo 4 está situado a cerca de 430 m de distância do primeiro sítio, no sentido Sudeste, e concentra um grupo de materiais que também pode indicar a presença de um habitat, e que terá sido igualmente ocupado desde o domínio romano até à Idade Média, passando pela época islâmica.